# Флорентийский монстр
Флорентийский монстр (итал. Il Mostro di Firenze) — прозвище, данное итальянскими СМИ предполагаемому серийному убийце, совершившему 7 или 8 двойных убийств в провинции Флоренция в период с 1968 по 1985 год из одного и того же пистолета, идентифицированного как Beretta серии 70. Также преступник использовал нож.
За 7 или 8 двойных убийств трое местных жителей — Пьетро Паччиани, Марио Ванни и Джанкарло Лотти — были приговорены к различным срокам лишения свободы, но эти приговоры подверглись критике со стороны прессы. Критики полагают, что личность реального убийцы так никогда и не была установлена.
Наиболее вероятным убийцей считают Пьетро Паччиани (7 января 1925 — 22 февраля 1998, Меркатале-ин-Валь-ди-Пеза) считался главным подозреваемым, был признан виновным, но затем оправдан после рассмотрения апелляции. Верховный суд Италии отменил оспариваемый оправдательный приговор и потребовал повторного судебного разбирательства, но этого не произошло, поскольку Паччиани скончался от сердечной недостаточности в 1998 году.
Убийства, совершённые Флорентийским монстром, оказали существенное влияние на итальянскую массовую культуру; об этих убийствах были написаны книги и снят фильм.

## Жертвы
- Барбара Лоччи, 32 года, домохозяйка, и Антонио Ло Бианко, 29 лет, каменщик, убиты 22 августа 1968 года в Синье, маленьком городе к западу от Флоренции[2]. Убийство любовников произошло, пока сын Барбары, 6-летний Наталино Меле спал на заднем сидении автомобиля. Ребёнок проснулся, обнаружил, что его мать умерла, после чего в ужасе убежал. В 2 часа ночи он постучался в дом примерно в 2 км от места происшествия со словами: «Откройте дверь и впустите меня, я сонный, а папа лежит в постели, больной. Потом отвезите меня домой, потому что мама и мой дядя мертвы, и они в их машине». На вопрос полиции о том, как он смог добраться до этого дома один по тёмной грунтовой дороге, Наталино ответил, что прибежал сам, но позже изменил версию, сказав, что его привез туда попросить помощи отец или дядя (этим термином он обозначал любовников матери). Годы спустя Наталино утверждал, что был один, но находился в состоянии шока, чтобы в деталях помнить события той ночи[3]. Лоччи, уроженка Сардинии, была известна в городе своими похождениями, заслужив прозвище Ape Regina («пчеломатка»). Её экс-супруг, Стефано Меле, был обвинён в этом убийстве и провёл 6 лет в тюрьме[4]. Во время его заключения ещё несколько пар были застрелены тем же самым оружием. В совершении преступления подозревались любовники Лоччи. Этой же версии придерживался и Стефано Меле.
- Паскуале Джентилкоре, 19 лет, бармен, и Стефания Петтини, 18 лет, бухгалтер, убиты 14 сентября 1974 года в Борго-Сан-Лоренцо[5]. Пара влюбленных подростков была расстреляна и зарезана на проселочной дороге недалеко от Борго-Сан-Лоренцо, во время занятия сексом в автомобиле Fiat 127. В момент совершения преступления они находились недалеко от печально известной дискотеки Teen Club, где в тот день они должны были провести время с друзьями. Тело Петтини было изуродовано виноградной лозой, преступник нанес ей 97 колотых ран. За несколько часов до убийства Петтини сообщила подруге о странном человеке, который её напугал. Ещё один друг вспомнил, что некий странный человек следил за ними и беспокоил их несколько дней назад во время урока вождения. Несколько пар, проводивших время в автомобилях в том же районе, заявляли, что он облюбован вуайеристами, причем двое из них ведут себя очень странно.
- Джованни Фоджи, 30 лет, сотрудник Enel, и Кармела Ди Нучио, 21 год, продавщица, убиты 6 июня 1981 года в Скандиччи; были помолвлены[6]. Расстреляны и зарезаны рядом с местом проживания. Тело Ди Нучио преступник вытащил из машины, после чего вырезал ей лобок зубчатым ножом. Ещё до момента обнаружения трупов об убийстве пары сообщил молодой вуайерист, фельдшер Энцо Спалетти. Он был обвинён в убийстве, и провёл три месяца в тюрьме, пока настоящим преступником не было совершено новое преступление. Это оправдало Спалетти.
- Стефано Балди, 26 лет, рабочий, и Сюзанна Камби, 24 года, телефонистка, убиты 22 октября 1981 года в Каленцано[7]. Были помолвлены и собирались пожениться. Застрелены и зарезаны; лобковая зона у Камби вырезана. На следующее утро после убийства некто позвонил матери Камби с целью «поговорить о её дочери». За несколько дней до убийства Камби сообщила матери, что какой-то человек мучает её и даже преследует на машине.
- Антонела Мильорини, 20 лет, швея, и Паоло Майнарди, 22 года, механик, убиты 19 июня 1982 года в Бакайано, коммуна в Монтеспертоли[8]. Помолвлены, собирались пожениться. Имели прозвище Vinavil (марка клея) за то, что были неразлучны. Расстреляны в машине сразу после секса. В данном случае убийца не успел изуродовать девушку, поскольку движение на трассе было достаточно оживлённым. Свидетели видели оставленную на обочине машину, в которой горел свет. Майнарди, хоть и получил серьёзные травмы, на момент нахождения пары был ещё жив. Полиция и скорая прибыли немедленно, но он скончался в больнице спустя несколько часов. Вероятно, он видел и слышал приближающегося убийцу, но при попытке уехать потерял управление и застрял в канаве. Другая версия предполагает, что после стрельбы в лесу убийца успел отъехать в машине Майнарди на несколько метров, чтобы спрятать её с телами в лесу, но произошла авария, и ему пришлось оставить автомобиль в канаве, где его вскоре обнаружили.[9]
- Хорст Вилхелм Мейер и Йенс Уве Руш, обоим 24 года, немецкие туристы, убиты 9 сентября 1983 года в Джоголи, коммуна в Скандиччи[10]. Путешествовали по Италии с целью отпраздновать стипендию, которую накануне выиграл Мейер. Застрелены в автобусе Volkswagen в Галлуццо. Изящное телосложение и длинные светлые волосы Руша могли ввести убийцу в заблуждение — он мог перепутать его с девушкой. Полиция подозревала, что Майерс и Руш были парой гомосексуалов (версия основывается на обнаруженных на месте преступления порнографических материалах).
- Клаудио Стефаначчи, 21 год, студент, и Пиа Ронтини, 18 лет, барменша, убиты 29 июля 1984 года в Виккьо[11]. Пара была зарезана и расстреляна в автомобиле Fiat Panda, принадлежавшем Стефаначчи. Машина была припаркована недалеко от Виккьо. Убийца вырезал у девушки лобок и левую грудь. Поступали сообщения о странном человеке, который следил за парой в кафе-мороженом за несколько часов до убийства. Близкий друг Ронтини вспомнил её признание, что во время работы в баре девушку беспокоил «неприятный человек».
- Жан Мишель Кравешвили, 25 лет, музыкант, и Надин Морио, 36 лет, торговка, оба из Оденкура, Франция, убиты 8 сентября 1985 года в Скопетти[12]. Любовники были убиты во время отдыха на природе. Морио порезали и застрелили во время сна в маленькой палатке в лесу недалеко от Сан-Кашано. Кравешвили был убит при попытке бегства рядом с палаткой. Труп Морио был изуродован. Поскольку убийца убил иностранцев-путешественников, сведений о пропаже людей в полицию не поступало. Преступник послал насмешливую записку вместе с частью груди Морио государственному прокурору Сильвии Делла Монике, заявив, что произошло убийство, и призвал местные власти найти жертв. Тела были обнаружены грибником за несколько часов до того, как письмо было положено на стол Моники.

## Подозреваемые
До убийства в Скандиччи в 1981 году у полиции не было версий о том, что происшедшие преступления — дело рук одного преступника. Газетная статья об убийстве 1974 года подвигла полицию провести баллистическую проверку, которая подтвердила, что в обоих убийствах использовалось одно и то же оружие. Репортёр Марио Специ дал убийце прозвище «Флорентийский монстр». Местный вуайерист был арестован и содержался под стражей до убийства в Каленцано в 1981 году. После убийства в 1982 году полиция распространила ложную информацию о том, что Майнарди пришёл в сознание перед смертью в больнице. Вскоре после этого анонимный отзыв заставил полицию пересмотреть убийство 1968 года; выяснилось, что использовался тот же пистолет.
Убийство Антонио Ло Бьянко и Барбары Лоччи в 1968 году было признано раскрытым благодаря признанию мужа Лоччи Стефано Меле, признанного виновным и осужденного. Позже Меле пришлось исключить из списка подозреваемых, так как во время убийств в 1974 и 1984 годах он находился в тюрьме. На допросах Меле путался в показаниях, обвиняя знакомых и родственников из Сардинии. Первым арестовали Франческо Винчи. Он был бывшим любовником Лоччи; его спрятанная машина была обнаружена в день, когда полиция распространила фальшивую информацию о Майнарди. Винчи содержался под стражей около года, за это время в 1983 году произошли новые убийства. Следственный судья Марио Ротелла расширил круг подозреваемых, арестовав брата подозреваемого, Джованни Меле, а также его зятя Пьеро Муччиарини. Пока трое подозреваемых находились под стражей в 1984 году, были совершены ещё убийства, поэтому их вскоре освободили. Ротелла сосредоточился на брате Франческо Винчи, Сальваторе, также состоявшем в любовных отношениях с Барбарой Лоччи. Первая жена Франческо Винчи погибла в Сардинии при пожаре; ходили слухи, что она была убита. После финального убийства в 1985 году Ротелла арестовал Винчи и обвинил его в убийстве жены, надеясь, что эта зацепка приведет к раскрытию остальных преступлений Монстра. Вместо этого суд в Сардинии оправдал Винчи, освободив его из-под стражи. К этому моменту главный прокурор Пьер Луиджи Винья стал считать сардинский след ложным и обратился к версии, что после убийства 1968 года орудие преступления (пистолет) сменило владельца. В 1989 году Ротелла исключил всех арестованных ранее сардинцев из списка подозреваемых.
С помощью компьютерного анализа и анонимных источников следствие вышло на нового подозреваемого, Пьетро Паччиани. В прошлом Паччиани отбыл 13-летний срок за убийство в 1951 году мужчины, у которого были отношения с его бывшей девушкой; кроме того, он обвинялся в домашнем насилии и изнасиловании двух своих дочерей. Инспектор Руджеро Перуджини обнаружил сходства между убийствами Монстра и убийством, произошедшим в 1951 году. К ним относились и репродукция «Примаверы» Ботичелли, и другие картины, созданные, вероятно, Паччиани. Единственным вещественным доказательством причастности Паччиани стала необстрелянная гильза той же марки, что и пули, которыми пользовался Монстр. Пуля была найдена в саду в результате долгих поисков.
Первый судебный процесс против Паччиани состоялся в 1994 году. Позже он подал апелляцию, в ходе разбирательства по которой прокурор занял его сторону, указав на отсутствие доказательств и плохую работу полиции. В результате Паччиани был оправдан и выпущен на свободу в 1996 году. Преемник инспектора Перуджини Миккеле Джуттари пытался в последний момент привлечь к делу ещё двух свидетелей, но ему было отказано. Верховный суд назначил новое разбирательство по делу, но в 1998 году подозреваемый умер. Вместо этого судили двух предполагаемых сообщников, Марио Ванни и Джанкарло Лотти. Ванни был свидетелем на процессе Паччиани, где он, как известно, утверждал, что он и Лотти просто «компаньоны для пикника» (ит. (Compagni di Merende, это выражение позже вошло в итальянский язык). Лотти был одним из неожиданных свидетелей стороны обвинения. Он утверждал, что видел, как Паччиани и Ванни совершили убийство в 1985 году. После многих допросов он начал обвинять в убийствах себя. Лотти и Ванни были осуждены и приговорены к пожизненному заключению, хотя их приговоры подвергались широкой критике, а многие считают убийства нераскрытыми и сегодня.
В 2001 году Джуттари, ныне главный инспектор полицейского подразделения GIDES (Gruppo Investigativo Delitti Seriali, группа по расследованию серийных преступлений), объявил, что преступления были связаны с сатанинским культом, предположительно действующим в районе Флоренции. В своих показаниях Лотти говорил о докторе, который нанял Паччиани для совершения убийств и сбора гениталий женщин для использования в ритуалах. Джуттари подтвердил эти показания лишь частично — доказательством стал камень пирамидальной формы, найденный возле виллы — места работы Пьетро Паччиани. Джуттари предположил, что камень является доказательством культа. Критики, такие как журналист Марио Специ, посмеялись над этой идеей, указав на то, что такие камни обычно используются местным населением в качестве дверных стопоров. На самой вилле был произведен обыск, но никаких доказательств найдено не было.
Джуттари, главный прокурор Перуджи Джулиано Миньини и блогер Габриэлла Карлицци предположили, что фармацевт Франческо Каламандрей и умерший врач из Перуджи Франческо Нардуччи были вовлечены в тайное общество, приказавшее Паччиани и другим. Каламандреи был предан суду, а тело Нардуччи было эксгумировано. В конце концов, Каламандрей был полностью оправдан, а в отношении Нардуччи не было найдено никаких доказательств. Во время процесса журналист Марио Специ был арестован по распоряжению Миньини. Сам Специ подозревал в совершении убийств совершенно другого человека, сына Сальваторе Винчи, и вел журналистское расследование в отношении него. Прокурор Миньини заявил, что арест Марио Специ поможет избежать помех в расследовании секты Каламандреи и Нардуччи, к которой, по его утверждению, принадлежал и этот журналист. После международного протеста Специ был освобожден, а его арест был объявлен незаконным. Джуттари и Миньини были обвинены в злоупотреблении служебным положением. GIDES был распущен, а расследование дела Флорентийского монстра было прекращено.
23 мая 2018 года итальянский журнал Tempi опубликовал статью, в которой говорится, что серийный убийца Зодиак и Флорентийский монстр — это одно и то же лицо: Джузеппе Джо Бевилаква, итало-американец. В статье Tempi, опубликованной 13 июня 2018 года, автор предлагает объяснение того, как расшифровать криптограммы Зодиака.